# 岡田茜
岡田 茜（おかだ あかね、1983年12月23日 - ）は、日本の女優。滋賀県出身。血液型O型。特技は剣道（初段）、声楽、ギター、ピアノ。
また、日本舞踊、クラシックバレエ、モダンバレエ、社交ダンス、ジャズダンス、ヒップホップ、チアダンス、タップダンス、ジルバの経験を持つ。
1999年、サンミュージック新人タレントオーディション俳優部門入賞をきっかけに芸能界入り。小椋佳ファミリーミュージカル『スタート!』（2001年）で初舞台を踏み、現在はミュージカル、映画、ドラマ、CMなど幅広く活動中。サンミュージックブレーン所属。
2006年よりアイドルcheck!のプロジェクトにて、映画『スウィングガールズ』（2004年）に出演したあべなぎさと共に音楽ユニット『あかなぎ』を結成し活動する。
2010年に『あかなぎ』を解散。5月よりソロ活動を開始する。

## 人物
過去、地元滋賀県では「花園ミュージカル学園」に在籍。
高校2年時、上京してからは「あかなぎ」メンバーのあべなぎさとミュージカル学校の寮にて極貧生活を経験。厳しいレッスンに明け暮れながらも、将来の夢を語り合った苦労人でもある。
一見ボーイッシュでサバサバした性格と思いきや、ペットのハムスター（はじめくん）を亡くして新宿から府中まで泣き歩いたという、少女的でナイーブな一面も見せる。
しっかり者の外見からは想像もつかない天然ぶりをしばしば発揮している。しかし本人は「母親からの遺伝だ」と強く抗弁。

## 出演

### ラジオ
- 銀座街から つながる空 君に届け！（毎週木曜日18:00〜18:30） USTREAM パーソナリティ

### 映画
- NURUMAYU FILMS「親思う、」（2006年4月）
- アイドルcheck!企画映画 スプリング☆デイズ（2007年公開） - 松本英美役

同時にあべなぎさとの音楽ユニット「あかなぎ」の曲が挿入歌として採用される。

### 舞台
- アルゴミュージカル 小椋佳ファミリーミュージカル「スタート！」（2001年7月）
- アルゴミュージカル 小椋佳ファミリーミュージカル「山に抱かれて〜新・子猿物語〜」（2003年7〜8月）
- ミュージカル「リボンの騎士」（2003年11月） - ノエヴィア役
- レジエンド・ピクチャーズ、キャンディーズトリビュートミュージカル「アン・ドゥ・トロワ」（2006年9月）
- 東京ギンガ堂、「デージーが咲く街-新宿物語」（2007年6月） - 星風瞳役
- 東京ギンガ堂、「ねこになった漱石」（2008年6月）

### テレビドラマ
- 月曜ミステリー劇場「弁護士高見沢響子(5)」（2002年、TBS）
- ウルトラQ dark fantasy 第11話（2004年、TX）
- 引っ越しの日に出会った（2004年） - 文乃役
- Sunny-Side-UP 第7〜11話（2005年、KBS京都） - 刈谷美樹役
- CAとお呼びっ! 第1話（2006年7月5日、日本テレビ）
- ひるドラ「オーバー30」第27話（2009年2月、TBS）
- 超怖い話 平山夢明の眼球遊園「大日本ノックアウトガール」（2009年8月）
- 連続テレビ小説「ひよっこ」第100回（2017年7月27日、NHK） - 藤原小巻 役

### インターネットドラマ
- 都市再生機構（略称：UR都市機構）「池袋ヴァンガードタワー」（2006年12月より全4話）
- ミランカ「監視〜ミラレテル〜」（2007年4月） - 榊木絵里役

### バラエティー
- ものまねバトル☆CLUB（2004年12月15日、日本テレビ） - BoAの「Quincy」を歌い優勝
- 女優魂（2005年11月24日、中京テレビ）
- ガチンコ視聴率バトル2006（2006年1月3日、テレビ朝日）
- ガチンコ視聴率バトル（2006年4月3日、テレビ朝日）
- 一緒に食べよ♪（2010年10月4日、11月17日-2011年3月30日、あっ!とおどろく放送局）
- 一緒に育てよ♪ふれ愛ドル月曜（2010年10月4日-10月25日、あっ!とおどろく放送局）
- 一緒に育てよ♪ふれ愛ドル水曜（2010年11月17日-2011年3月30日、あっ!とおどろく放送局）
- SONG×SONG×TALK 〜気になるあの娘のオリジナルソング〜（2011年1月10日、あっ!とおどろく放送局）
- 笑顔を求めて 〜一人でも多くの応援メールを!!〜（2011年3月16日、あっ!とおどろく放送局）
- 白珠・茜のわんやわんや!（2011年4月5日-6月28日、あっ!とおどろく放送局）
- あっ!とサンデーLIVE（2011年4月10日、あっ!とおどろく放送局）
- 白珠・茜のわんやわんや!NEXT（2011年7月5日-、あっ!とおどろく放送局）

### CM
- ミスタードーナツ「マシュマロクッション」（2002年）
- インテリジェンス（旧学生援護会、2006年7月1日に合併）「カラオケ」編（2006年）
- ウィルコムインフォマーシャル、（2007年11月〜2008年4月）
- 田村駒株式会社「lyle&scott」（2008年3月〜8月）
- めいほうぐるーぷ「街斬内蔵シリーズ8」（2008年4月〜1年間）
- 眞露ジャパンweb（2008年7月〜9月）

### 音楽ユニット
2006年2月よりアイドルcheck!の企画にてPRIMERAY所属のあべなぎさと、プロダクションの壁を越えた音楽ユニット『あかなぎ』を結成。2007年2月24日、本人達自ら作詞・作曲を手掛けた2曲入りデビューシングルをリリース。個人の活動と並行して、ワンマン、対バン、路上と精力的なライブ活動を展開中。
こちらの活動については『あかなぎ』の項目を参照のこと。

### その他
- 金融庁 預金保険機構ポスター 預金保険制度についてご存知ですか？(PDF：272K)（2007年1月）
- 車情報誌「CAR and DRIVER」（2007年3月10日号）
- 2008年平塚競輪場イメージガール（髭男爵とポスターやイベントに参加）
- 2010年平塚競輪場イメージガール
- 2011年平塚競輪イメージガール(西城秀樹とポスター)